# (11098) Ginsberg
(11098) Ginsberg (1995 GC2) – planetoida z pasa głównego asteroid okrążająca Słońce w ciągu 4,48 lat w średniej odległości 2,72 j.a. Odkryta 2 kwietnia 1995 roku.
Jej nazwa pochodzi od amerykańskiego poety okresu Beat Generation, Allena Ginsberga